# Portada/article juny 10

## Invasions japoneses de Corea
Les invasions japoneses de Corea van ser un conflicte bèl·lic desenvolupat entre 1592 i 1598 en el qual es van veure implicats tres països asiàtics: Japó, Xina i Corea. El regent japonès Toyotomi Hideyoshi va decidir conquerir la Xina, motiu pel qual va demanar l'assistència de la dinastia Joseon i el lliure trànsit a través de la península de Corea; la petició va ser rebutjada. Hideyoshi va començar a preparar les tropes i va convocar els diferents dàimios per a la invasió del país, la qual començà el 1592.
Aquest esdeveniment va ser el primer a Àsia que va involucrar exèrcits amb un elevat nombre de soldats amb armes modernes, i va representar un sever dany per a Corea. Aquest país va patir una pèrdua del 66% en les seves terres cultivables i l'extracció d'artesans i acadèmics, que van ser portats en contra de la seva voluntat al Japó, amb la qual cosa va minvar el desenvolupament de la ciència en aquell país. Una altra pèrdua important va tenir lloc en l'aspecte històric i cultural, ja que molts registres van ser cremats, juntament amb diversos palaus imperials a Seül. La Xina va veure minvades les seves finances i, en conseqüència, la dinastia Ming va quedar significativament debilitada. Això facilitaria l'ascens al poder de la dinastia Qing.